# جودي هارلان
جودي هارلان (بالإنجليزية: Judy Harlan)‏ هو لاعب كرة قدم أمريكية أمريكي، ولد في 6 نوفمبر 1896 في أوتوموا في الولايات المتحدة، وتوفي في 20 مايو 1978 في سبرينغفيلد في الولايات المتحدة.